# تاريخ إفريقيا الاقتصادي
كان أوائل البشر صيادين جامعين يعيشون في مجموعات عائلية صغيرة، وحتى في ذلك الوقت كانت هناك تجارة جديرة بالاعتبار من شأنها أن تغطي مسافات بعيدة، ووجد علماء الآثار دليلاً على المتاجرة بسلع كمالية مثل القواقع والمعادن النفيسة في شتى أنحاء القارة.
يركز تاريخ إفريقيا الاقتصادي في كثير من الأحيان على الفقر ويطمس غيره من الجوانب مثل منجزات المزارعين والتُّجار والدول الإفريقية لا سيما التحسينات في الأمن الغذائي وفترات النمو الاقتصادي.

## التاريخ القديم
تتمتع أفريقيا بأطول وأقدم تاريخ اقتصادي. ذلك أنه فور ظهور المجتمعات البشرية إلى الوجود، ظهر النشاط الاقتصادي. كان أوائل البشر صيادين جامعين يعيشون في مجموعات عائلية صغيرة، وحتى في ذلك الوقت كانت هناك تجارة جديرة بالاعتبار تغطي مسافات شاسعة. وجد علماء الآثار دليلاً على المتاجرة بسلع كمالية مثل المعادن والقواقع في شتى أنحاء القارة، كانت المبادلات الرئيسية للأمازيغ، الذين عاشوا في المناطق القاحلة وأصبحوا بدوًا رُحَّل، كانت المحاصيل تُزرع في مروج السهول العشبية، وكان الاستقرار الدائم ممكناً. دعمت الزراعة المدن الكبرى ونتيجة لذلك ازدهرت الشبكات التجارية الضخمة بين المدن.

### نشأة الزراعة
بدأت الزراعة في أفريقيا للمرة الأولى عام 5200 قبل الميلاد في قلب الصحراء الكبرى التي كانت أكثر رطوبةً واكتظاظًا بالسكان مما هي عليه اليوم، استؤنس معظم الأنواع الواطنة، أهمها الثيوم الأغبر والسورغم واللوبياء التي كانت منتشرة عبر منطقة الساحل الأفريقي وغرب أفريقيا. كانت الصحراء الكبرى في ذلك الوقت مثل الساحل الإفريقي حالياً، فرغم أن حقولها الواسعة سهلت الزراعة، جعلت التربة الفقيرة والأمطار القليلة العمل بالزراعة الكثيفة متعذراً. كما أن المحاصيل المحلية لم تكن مناسبة، إذ كانت تنتج سعرات حرارية أقل من تلك الموجودة في المناطق الأخرى، حدت العوامل الفوائض وأبقت المجموعات السكانية قليلة ومشتتة.[بحاجة لمصدر]
اتخذ شمال أفريقيا منحىً مختلفًا تمامًا عن المناطق الجنوبية، ذلك أنه مرتبط مناخيًا بالشرق الأوسط والهلال الخصيب، فانتهج الأساليب الزراعية كليًا في تلك المنطقة، وشمل هذا مجموعة مختلفة من المحاصيل مثل القمح والشعير والعنب، تنعم شمال أفريقيا أيضًا بإحدى أغنى المناطق الزراعية في العالم في وادي نهر النيل، فقد أصبحت منطقة النيل مع وصول الزراعة إحدى أكثر المناطق المأهولة بالسكان كثافة في العالم، فمصر هي موطن إحدى الحضارات الأولى.
أحدث تجفيف الصحراء الكبرى حاجزًا ضخمًا بين الأجزاء الشمالية والجنوبية من القارة. يوجد استثناءان مهمان: السودان النوبية التي كانت متصلة بمصر عن طريق النيل وإثيوبيا التي بإمكانها التجارة مع المناطق الشمالية عبر البحر الأحمر. نشأت دول قوية في هذه المناطق مثل كوش في بلاد النوبة (شمال السودان وجنوب مصر حاليًا)، وأكسوم في إثيوبيا. وصلت الأفكار والتقنيات بقية أفريقيا من الشرق الأوسط وأوروبا ولا سيما من بلاد النوبة.
يعتقد المؤرخون أن الحدادة ازدهرت على نحو مستقل في أفريقيا، فعلى النقيض من القارات الأخرى لم يبرز في أفريقيا عصور العمل في النحاس والبرونز قبل العصر الحديدي، فالنحاس نادر جدًا فيها، بينما ينتشر الحديد إلى حد كبير. أدت الفوائض الزراعية والحديد والتجارة في بلاد النوبة وإثيوبيا إلى إقامة المدن والحضارات.

### توسع البانتو
شهد العصر ذاته توسعًا للشعوب الناطقة للبانتو في المناطق ذات الكثافة السكانية المنخفضة، بدأ توسعهم قبل نحو 4000 سنة في جنوبي الكاميرون، ولغات البانتو هي اللغات المحكية هناك في الوقت الراهن، يوجد دليل أثري للمزارعين القادمين من شمالي الغابون في العصر الحجري الحديث عام 3800 قبل الميلاد. من المعروف أن توسع شعوب البانتو كان فائق السرعة وواسع النطاق غير أن القوة الدافعة الحقيقية لهذا التوسع ما زالت موضع جدل، سبقت هذه الفترة الحديد الذي ظهر في السجل الأثري عام 2500 قبل الميلاد.
تمثلت إحدى أوائل التوسعات للبانتو في هجرة شعب بوبي إلى فيرناندو بو (بيوكو)، وكانوا وقتها يستخدمون الأدوات الحجرية. أفضت الصعوبات في تقليل الغابات الاستوائية من أجل الزراعة إلى الإيحاء بأن التوسع الرئيسي كان على امتداد أودية الأنهار، وهي فرضية تدعمها دراسات الأسماك، وثمة عامل آخر قد يتمثل في وصول المحاصيل الغذائية من جنوب شرق آسيا لا سيما موز الجنة (من أصناف المستنبتات) والقلقاس المأكول وقلقاس الماء. تفيد عمليات إعادة البناء اللغوي أن الماعز هي الماشية الوحيدة المتوفرة لدى الشعوب الناطقة للغة بروتو-بانتو. انتشرت هذه المجموعة على مرّ العصور في النصف الجنوبي من أفريقيا بالكامل عدا صحراء كالاهاري، إلا أن توسعهم انتهى فقط منذ عهد قريب نسبيًا، بيّن التجار العرب أن شعب البانتو لم يصل إلى ما هو أبعد من الموزمبيق، ولاحظ المستوطنون الأوروبيون أن توسّع شعب البانتو في جنوب أفريقيا كان في ظل قبائل الزولو وقبائل أخرى، إلا أنه حتى الآن ما من دليل أثري يثبت مزاعمهم هذه، بل على النقيض من ذلك تشير الأدلة أن الناطقين بلغة البانتو وُجدوا قبل ذلك بوقت طويل بما يزيد عن 1800 عام و1400 عام قبل المستعمرة الأوروبية الأولى في مناطق جنوب أفريقيا في الموزامبيق وجنوب أفريقيا على التوالي.
كان استيراد البانتو للزراعة الرعوية التي أعادت تشكيل اقتصاد القارة تحولًا لا يقل أهمية عن بدء وصول المحاصيل من جنوب شرق آسيا في مرحلة ما من الألفية الأولى، لطالما كان المحيط الهندي مفتوحًا للتجارة أكثر من المحيطين العاصفين الأطلسي والهادئ، ذلك أنه كان بوسع التجار ركوب الرياح الموسمية غربًا في مطلع العام والعودة بفضلها شرقًا لاحقًا. افتُرِض أن هذه المحاصيل وصلت أولًا إلى مدغشقر التي اعتمدت لغات جنوب شرق آسيا أيضًا في مرحلة ما بين 300 و800 ميلادية، عبرت المحاصيل من الجزيرة إلى منطقة البحيرات العظمى الأفريقية وكان الموز أهمّها.
أتاح الموز وغيره من المحاصيل الفرصة للمزيد من الزراعة المكثفة في المناطق الاستوائية من أفريقيا، وكان هذا أكثر ما يلفت الانتباه في منطقة البحيرات العظمى وهي منطقة ذات تربة جيدة، كما شهدت تشييد الكثير من المدن والدول التي تغذي سكانها على نطاق واسع.

## العصر الحديث

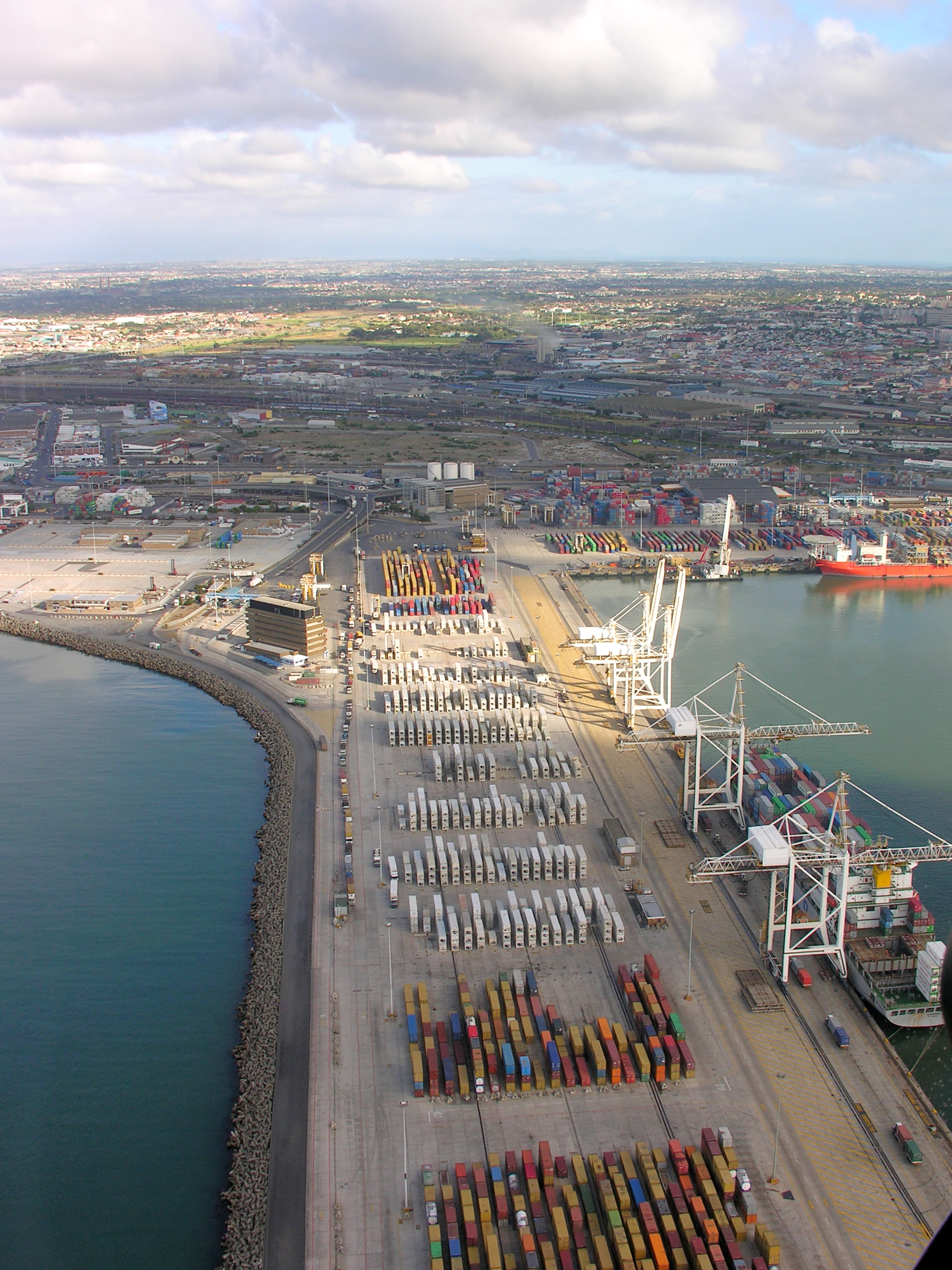
ميناء كيب تاون

شهدت معظم اقتصادات البلدان الأفريقية، لا سيما أفريقيا جنوب الصحراء، ركودًا خلال هذه الفترة التي انتهت بانهيار العديد من الاقتصادات الوطنية الأفريقية ويعزى ذلك جزئيًا إلى التجارة غير المتوازنة مع بقية العالم. جادل البعض أن التدهور الاقتصادي نجم عن تدخل صندوق النقد الدولي والبنك الدولي في الشؤون الداخلية للدول الأفريقية، وعانت أفريقيا من مواطن قصور كبيرة في الحكم وسوء إدارة وفساد مما زاد من حدة الفقر.
اتّسمت النخب الثرية في أفريقيا في أواخر القرن العشرين بموظفي الخدمة المدنية الذين يعملون بصفتهم «حراس بوابات» ويشغلون مناصب ذات سلطة تتمتع بصلاحية الموافقة على المساعدات الخارجية والمساعدات الإنسانية والاستثمار الخاص (يكون خارجيًا عادة)، أصبحت الرشوة والفساد متأصلين في بعض البلدان، واجتمعت الكوارث البيئية والسياسية في الكثير من المجاعات إبان فترة السبعينيات والثمانينيات من القرن الماضي في إثيوبيا ومالي وموريتانيا وموزامبيق، أدّى تأثير الجفاف والتّصحر على جزء كبير من القارة إلى إثارة انتباه الرأي العام على نطاق واسع بحلول أوائل القرن الحادي والعشرين.
تتسم مشاريع السكك الحديدية في مناطق التعدين بالأهمية منذ أواخر القرن التاسع عشر، فكانت تميزها الطرق الكبيرة والسكك الحديدة، وجرى التركيز على السكك الحديدية في الحقبة الاستعمارية والطرق في مرحلة ما بعد الاستعمار. رأى جيدواب وستوريجار أنه في الفترة بين 1960 – 2015 كانت هناك روابط قوية بين استثمارات النقل والتنمية الاقتصادية. اتسمت القوى ذات النفوذ السياسي بإضفاء المركزية على فترة ما قبل الاستعمار والتشظّي الإثني والاستيطان الأوروبي والاعتماد على الموارد الطبيعية والديمقراطية.
بدأ الاقتصاد الإفريقي في النهوض في أوائل عام 2000 مع تحسّن الوضع السياسي، بدأت الحكومات الوطنية في اتخاذ إجراءات صارمة ضد الفساد والمحسوبية، وبدأ تنفيذ خطط النمو الاقتصادي الكلي التي تهدف إلى تحسين الظروف المعيشية، ويواصل ملايين الأفريقيين التدفق إلى المدن بحثًا عن العمل وغيره من أسباب الراحة.